# Bulbine diphylla
Bulbine diphylla är en grästrädsväxtart som beskrevs av Rudolf Schlechter och Karl von Poellnitz. Bulbine diphylla ingår i släktet bulbiner, och familjen grästrädsväxter. Inga underarter finns listade i Catalogue of Life.